# Barrona williamsi
Barrona williamsi is een hooiwagen uit de familie Manaosbiidae. De wetenschappelijke naam van Barrona williamsi gaat terug op C.J.Goodnight & M.L.Goodnight.